# Miran Pavlin
Miran Pavlin, slovenski nogometaš, * 8. oktober 1971, Kranj.
Od 2000 do 2002 je igral za portugalski Porto.